# Noir (Broilers-Album)
Noir (frz. ‚schwarz‘) ist das sechste Studioalbum der deutschen Oi- und Punkband Broilers. Es erschien am 7. Februar 2014 bei People Like You Records.
Produzent war Vincent Sorg, der unter anderem Aufnahmen für Die Toten Hosen verwirklichte.
Das Album stieg auf den ersten Platz der deutschen Charts ein. Damit konnte das Album den Erfolg des Vorgängeralbums Santa Muerte, welches den dritten Platz erreichte, toppen und ist das erste Nummer-eins-Album der Broilers. In der Schweiz stieg das Album auf Platz 12, in Österreich auf Platz 7 ein.
Das Album wurde in 5 verschiedenen Formaten veröffentlicht, darunter auch Vinyl und CD. Je nach Ausführung liegt ebenfalls ein 50-minütiges Making-Of Video sowie ein Liveausschnitt des Tourfinales in der Düsseldorfer Mitsubishi Electric Halle aus dem Jahr 2013 bei.

## Cover und Booklet
Das Cover ist dem Titel entsprechend schwarz. Auf der schwarzen Coverfläche ist ein Unterarm abgebildet, der in einer schwarzen Jacke steckt. Die mit einem schwarzen Lederhandschuh bekleidete Hand hält ein Messer. Am unteren Rand steht jeweils in weißen Großbuchstaben Broilers und darunter Noir. Das Booklet ist ebenfalls schwarz und enthält neben den weiß geschriebenen Songtexten auch Bilder der Bandmitglieder. Lediglich drei Songs sind auf weißem Grund in schwarzer Schrift abgedruckt. Gestaltet wurde es von Sammy Amara, für die Fotos zeichnet Robert Eikelpoth verantwortlich.

## Themen
Der Song Der Rest und ich behandelt den globalen Rechtsrutsch der heutigen Jugend. Mit dem Song wollen die Broilers die Hörer wachrütteln und warnen. Inspiration zum Song bekam die Band im Tonstudio durch einen Praktikanten, welchem die rassistischen Ausschreitungen in Rostock-Lichtenhagen unbekannt waren. Gemäß Band ist es wichtig, dass man sich dort klar positioniert.

## Titelliste
| #   | Titel                       | Länge |
| --- | --------------------------- | ----- |
| 1.  | Ist da jemand?              | 4:13  |
| 2.  | Zurück in schwarz           | 3:07  |
| 3.  | Wo es hingeht               | 2:34  |
| 4.  | Nur nach vorne gehen        | 5:03  |
| 5.  | Ich hol' dich da raus       | 3:22  |
| 6.  | Die Hoffnung stirbt nie     | 3:09  |
| 7.  | Wo bist du (Du fehlst)?     | 2:20  |
| 8.  | Ich brenn'                  | 2:33  |
| 9.  | Nanana (Ich krieg' das hin) | 2:31  |
| 10. | Ich will hier nicht sein    | 3:30  |
| 11. | Die Letzten (An der Bar)    | 3:50  |
| 12. | Grau, grau, grau            | 2:59  |
| 13. | Der Rest und ich            | 3:15  |
| 14. | Irgendwo dazwischen         | 2:58  |
| 15. | Das da oben (Nur in dir)    | 3:17  |
| 16. | Gutes Leben                 | 3:22  |

## Veröffentlichungen

### Singles
Die Single Ist da jemand wurde als Vorabsingle am 20. Dezember 2013 veröffentlicht. Am 23. Mai 2014 folgte als Auskopplung Ich will hier nicht sein. Ein Song, der sich mit der Flüchtlingsproblematik beschäftigt.
Ist da jemand
1. Ist da jemand – 4:13

Ich will hier nicht sein
1. Ich will hier nicht sein – 3:29
2. An die Verlorenen – 2:41
3. Ende in Tränen – 3:03

### Musikvideos
Das Video zur Vorabsingle wurde am 18. Dezember 2013 von Daniel Kosch in Düsseldorf gedreht. Es zeigt die Bandmitglieder einzeln im nächtlichen Düsseldorf.
Das Video zu Ich will hier nicht sein wurde in zwei verschiedenen Flüchtlingsheimen in Berlin gedreht. Verantwortlich zeichnet Johannes Grebert, der die Flüchtlinge selbst in kurzen Sequenzen zu Wort kommen lässt.

## Tour

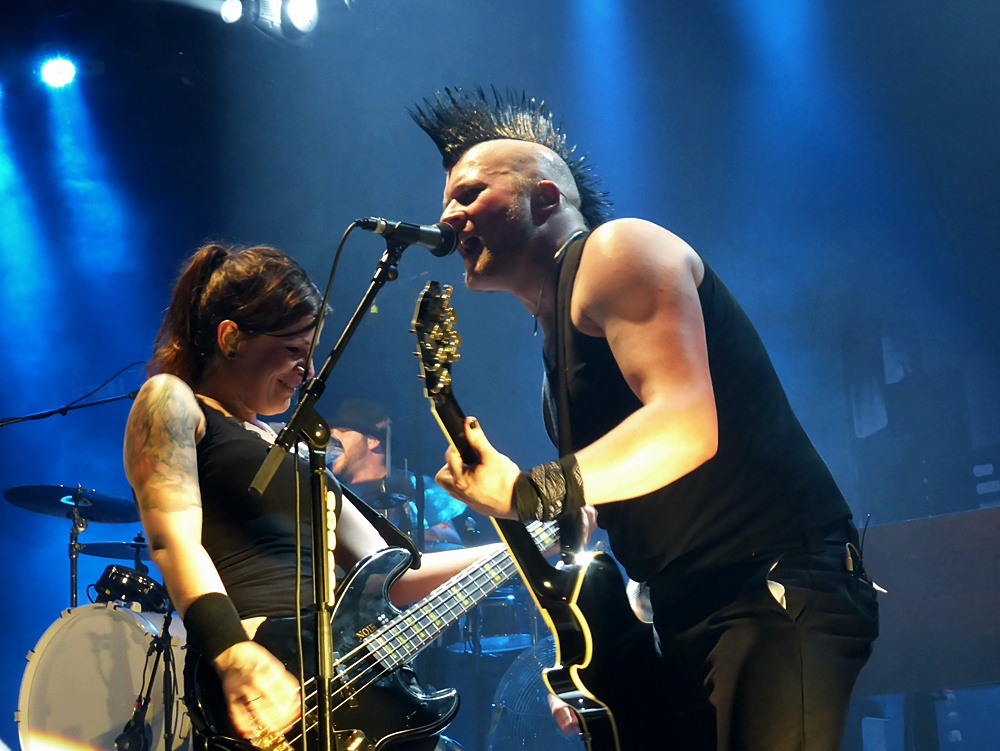
Ines Maybaum und Ronald Hübner in Offenbach 2014

Die gleichnamige Tour startete die Band am 26. Februar in Wien, die größtenteils ausverkauft, durch Österreich, Schweiz und Deutschland führte. Organisiert und beworben wurde sie von der Booking Agentur Kingstar GmbH.
Als Gastmusiker begleiten sie Julius Schmitter (Saxophon, Mundharmonika) und Jon Boutin (Trompete).

## Pressestimmen
Nach metal.de loteten die Düsseldorfer ihre musikalischen Grenzen noch ein Stück weiter aus. Der Oi!-Punk-Anteil sei fast gänzlich verschwunden und wie bei den letzten Veröffentlichungen sei auch dieses Mal eine neue Nuance hinzugefügt worden. Die neue Komponente hieße Pop. Sie hätten sich jedoch weniger verbogen als es den Anschein hätte. Noir sei ein ambitioniertes und mutiges Album geworden, das sowohl Bekanntes als auch Überraschungen für den Hörer bereithielt.
Eine negative Kritik erhält das Album von plattentests.de. Attribute wie Oi!-, Street- oder Sonstwas-Punk blieben fast komplett in der Schublade. Sie seien endgültig zu einer Rockband mutiert. Einige Nummern ließen erkennen, dass sie ihre Kernkompetenz weiterhin beherrschten, doch wohin genau die Broilers mit dieser Platte wollten, erschlösse sich weder musikalisch noch textlich.
Musikreviews.de ist der Meinung, dass sie mit diesem neuen Album so erwachsen klängen, wie sie nun einmal sind. Es schimmerten die Punk-Wurzeln bei einem großen Teil der 16 Lieder immer noch deutlich durch, mal stärker, wenn es flotter zugeht, manchmal aber auch nur noch rudimentär. Auf Noir kämen dafür Einflüsse aus dem Singer-Songwriter-Genre sowie ein bisschen 80er Jahre Pop und Wave zu den bekannten Ska- und Rock-’n’-Roll-Elementen hinzu. Textlich setzten die Broilers auch auf Noir einerseits auf klare Aussagen, andererseits müsste man aber auch gut zuhören, um zu merken, worum es geht. Beim Song Ich will hier nicht sein merkte man nicht sofort, dass es sich mit der Bootsflüchtlingsproblematik auseinandersetzt. Der Autor resümiert, es möge hilfreich sein, wie er selber ein Mittdreißiger sein, um Noir gut zu finden, denn das Lebensgefühl, das die Broilers auf diesem Album vermittelten, sei dann doch ziemlich gut nachvollziehbar.
Spätestens seit der Veröffentlichung des Top-drei-Albums Santa Muerte aus dem Jahr 2011, gehörten die Broilers für laut.de zur Crème de la Crème der nationalen Punkrockszene. Diesen Status wollten die Düsseldorfer natürlich nicht mehr hergeben und kämen mit satten Gitarren um die Ecke, im Vergleich zum Vorgänger mit noch etwas mehr Distortion. Viele Anhänger trügen die Rheinländer nicht nur wegen ihrer Musik, sondern vor allem wegen ihrer Texte auf Händen. Auch auf Noir reißten die Broilers mit Mutmachparolen, Gesellschaftsohrfeigen und jeder Menge Hoffnung auf bessere Zeiten geschickt Barrieren ein.